# 17103 Kadyrsizova
17103 Kadyrsizova è un asteroide della fascia principale. Scoperto nel 1999, presenta un'orbita caratterizzata da un semiasse maggiore pari a 2,8379175 UA e da un'eccentricità di 0,0821321, inclinata di 1,99838° rispetto all'eclittica.